# 小行星6063
小行星6063（英語：6063 Jason）是一颗围绕太阳公转的小行星。1984年5月27日，卡罗琳·舒梅克、尤金·舒梅克在帕洛马山发现了此天体。
这颗小行星的绝对星等为337.0062163859155等。小行星6063以希臘神話的人物伊阿宋命名。